# Aspond
Aspond est une île de la commune de Frogn ,  dans le comté d'Akershus en Norvège.

## Description
L'île de 0,3 km2 est située dans la partie nord du détroit de Drøbak dans l'Oslofjord intérieur. C'est une île assezvallonnée avec des forêts de pin. Elle est située au nord d'Håøya et au sud de Lågøya.
C'est environ 46 chalets d'été qui sont sur l'île. Le passage des grands navires vers le port d'Oslo se déroule juste à l'est de l'île, avec 5.600 navires par an. L'administration côtière norvégienne prend des dispositions pour que la plus grande partie possible du trafic de petits bateaux puisse se rendre du côté ouest de l'île. Juste à l'est de l'île se trouve la ville de Fagerstrand dans la municipalité de Nesodden.